# 渡辺良平
渡辺 良平（わたなべ りょうへい）は、秋田県出身で地方シンクタンク協議会代表幹事。

## 略歴
- 1957年 - 東京大学経済学部を卒業し、東京電力に入社
- 1970年 - 経済企画庁東北開発室出向、東北経済連合会出向
- 1987年 - 東北開発研究センター出向、同常務理事、同センター参与、地方シンクタンク協議会代表幹事

| スタブアイコン | サブスタブ | この項目は、まだ閲覧者の調べものの参照としては役立たない、人物に関連した書きかけの項目です。この項目を加筆・訂正などしてくださる協力者を求めています（P:人物伝/PJ:人物伝）。 |